# Перелески (Полтавская область)
Перелески (укр. Переліски) — село,
Власовский сельский совет,
Зеньковский район,
Полтавская область,
Украина.
Код КОАТУУ — 5321381606. Население по переписи 2001 года составляло 39 человек.

## Географическое положение
Село Перелески находится на расстоянии в 0,5 км от сёл Горобии и Соколовщина, в 1,5 км от города Зеньков.

## История
Есть на карте 1869 как хутора Павловские